# Polioptila schistaceigula
A Polioptila schistaceigula a madarak osztályának a verébalakúak (Passeriformes) rendjéhez és a szúnyogkapófélék (Polioptilidae) családjához tartozó faj.

## Rendszerezése
A fajt Ernst Hartert német ornitológus írta le 1898-ban.

## Előfordulása
Panamában és Dél-Amerika északnyugati részén, Ecuador és Kolumbia területén honos. A természetes élőhelye szubtrópusi és trópusi  síkvidéki esőerdők. Állandó nem vonuló faj.

## Megjelenése
Testhossza 10-11 centiméter, testtömege 6 gramm.

## Életmódja
Valószínűleg ízeltlábúakkal táplálkozik.

## Természetvédelmi helyzete
Az elterjedési területe nagy, egyedszáma viszont csökkenő. A Természetvédelmi Világszövetség Vörös listáján nem fenyegetett fajként szerepel.